# Avirostrum pratti
Avirostrum pratti är en fjärilsart som beskrevs av Bethune-Baker 1908. Avirostrum pratti ingår i släktet Avirostrum och familjen nattflyn. Inga underarter finns listade i Catalogue of Life.